# Khalid Reeves
Pour les articles homonymes, voir Reeves.
Khalid Reeves, né le 15 juillet 1972, dans le Queens, à New York, est un ancien joueur américain de basket-ball. Il évoluait au poste de meneur.